# Arabische Zwergfledermaus
Die Arabische Zwergfledermaus (Pipistrellus arabicus) ist eine Fledermaus in der Familie der Glattnasen. Die Art gehört zur Untergattung Hypsugo innerhalb der Zwergfledermäuse (Pipistrellus), die von manchen Zoologen als eigenständige Gattung anerkannt wird.

## Merkmale
Zwei in den 1980er Jahren untersuchte Exemplare hatten eine Gesamtlänge von 66 bzw. 69 mm, eine Unterarmlänge von etwa 29 mm, einen 34 mm langen Schwanz, fast 6 mm lange Hinterfüße sowie etwa 9 mm lange Ohren. Auffällig sind die langen Daumen, die mit Kralle bis zu 4,8 mm lang werden. Weitere Abweichungen zu anderen Gattungsmitgliedern im gleichen Verbreitungsgebiet bestehen im Aufbau des Gebisses. Das Fell hat meist eine dunkelbraune bis schwarze Farbe, obwohl es auch hellbraune, rotbraune oder graue Individuen gibt.

## Verbreitung und Lebensweise
Die Arabische Zwergfledermaus lebt im Osten Omans sowie auf der gegenüberliegenden Seite des Golfs von Oman in Iran. Diese Fledermaus beginnt ihre Ausflüge früher als andere Fledertiere der Region. Sie kommt in Wüsten und Halbwüsten vor und besucht zur Jagd auf Insekten periodische Flüsse und Wasserstellen.

## Status
Es fehlen Informationen zur Bestandsgröße und -entwicklung. Die IUCN listet die Arabische Zwergfledermaus mit "keine ausreichende Daten vorhanden" (Data Deficient).

## Belege
1. ↑  
Don E. Wilson, DeeAnn M. Reeder (Hrsg.): Mammal Species of the World. A taxonomic and geographic Reference. 3. Auflage. 2 Bände. Johns Hopkins University Press, Baltimore MD 2005, ISBN 0-8018-8221-4 (englisch, Hypsugo arabicus).
2. ↑  
David L. Harrison: Oberservations on some rare Arabian Pipistrellus. (PDF) In: Bonner Zoologische Beiträge. 1982, S. 187–190, abgerufen am 1. Mai 2017 (englisch).
3. 1 2  
Arabian Pipistrelle. Dubai Desert Conservation Reserve, 2017, abgerufen am 1. Mai 2017 (englisch).
4. 1 2 3  
Pipistrellus arabicus in der Roten Liste gefährdeter Arten der IUCN 2016. Eingestellt von: Tsytsulina, K., 2008. Abgerufen am 1. Mai 2017.